# Scarlet Dawn
Scarlet Dawn es un drama romántico pre-code estadounidense de 1932 dirigido por William Dieterle y protagonizado por Douglas Fairbanks, Jr. y Nancy Carroll como refugiados de la Revolución rusa. Está basado en la novela Revolt de Mary C. McCall, Jr.

## Argumento
Cuando los revolucionarios rusos invadieron su finca, el barón Nikita Krasnoff (Douglas Fairbanks, Jr.) apenas escapa con su vida al matar a uno de ellos y cambiarse de ropa. Su historia es sospechosa, por lo que se encuentra a la criada Tanyusha (Nancy Carroll) y se la lleva a identificarlo. Para su sorpresa, ella no lo traiciona, y son liberados. Incluso se le permite «saquear» una de sus propias posesiones, una espada con el fabuloso collar de perlas Krasnoff escondido en un compartimento secreto en la vaina.
Krasnoff se dirige a Turquía; Tanyusha lo acompaña, para su asombro. Para pasar un punto de control, se esconden en un automóvil. Cuando son descubiertos, Krasnoff ofrece pagar, intercambiando una sola hebra de perlas a la vez mientras su viaje continúa. Cuando la pareja se duerme, el codicioso propietario del automóvil y su conductor los roban y los obligan a salir del vehículo. Sin embargo, cuando los ladrones intentan pasar otro punto de control, los guardias los matan. Krasnoff y Tanyusha continúan a pie. La primera noche, Krasnoff intenta aprovecharse de su compañero, pero cuando ella se resiste a sus avances, él desiste. Finalmente, llegan a Constantinopla, donde Krasnoff consigue un trabajo como lavaplatos, mientras Tanyusha frega los pisos en un hospital. Krasnoff se casa con Tanyusha.
Un día, la patrona del restaurante Vera Zimina (Lilyan Tashman) se sorprende al encontrar a su examante Krasnoff trabajando como ayudante de camarero. Ella lo alista para un plan de hacer dinero. Cansado de su miserable existencia, Krasnoff se va con Vera, diciéndole a su esposa que le enviará dinero. Sin embargo, sus cartas son interceptadas por la casera.
Vera se ha hecho amiga del rico Sr. Murphy (Guy Kibbee). Krasnoff es asignado al romance de la hija de Murphy, Marjorie (Sheila Terry). Vera luego le da a Krasnoff una excelente imitación de las perlas de Krasnoff para vender a los confiados Murphys. Cuando él se muestra reacio, ella le muestra una proclamación turca que anuncia que todos los rusos desempleados serán deportados de regreso a la Unión Soviética. Sin embargo, no tiene el efecto que pretendía. Krasnoff, temeroso de que su esposa sea enviada de regreso, le confiesa la verdad a Marjorie y se apresura a buscar a Tanyusha.
No puede encontrarla y es arrestado por la policía turca para deportarlo. Se reencuentra con Tanyusha, y juntos, abordan el barco y los llevan a un futuro sombrío.

## Reparto
- Douglas Fairbanks Jr. como Baron Nikita Krasnoff
- Nancy Carroll como Tanyusha Krasnoff
- Lilyan Tashman como Vera Zimina
- Guy Kibbee como Sr. Murphy
- Sheila Terry como Marjorie Murphy
- Hadji Ali como el «propietario turco»

## Preservación
- Se conserva una impresión en la colección de la Biblioteca del Congreso de Estados Unidos.[2]